# Pinhadorèissa
Pinhadorèissa (en francès Pougnadoresse) és un municipi francès situat al departament del Gard i a la regió d'Occitània.